# Enamórate
Enamórate es el primer álbum de estudio del cantante mexicano Paco de María, publicado en agosto de 2007 con la distribución de la compañía discográfica Universal Music. Se trata de un disco de Big Band vocal, interpretado en español y producido por Eduardo Magallanes que explora géneros musicales como bolero, swing, jazz, balada y pop latino, fusionados con el sonido de las grandes orquestas de mediados de siglo XX.
En su repertorio, el álbum incluye tres covers en idioma español: Te Llevo Bajo Mi Piel (I've Got You Under My Skin), Como Violetas (Come le viole), y Oye (Hey There!).
El título del disco fue tomado de la canción Enamórate, compuesta por Juan Gabriel que, al escuchar avances de la producción en desarrollo, decidió dársela a Paco de María en mano propia para integrarlo en el proyecto.
El disco fue lanzado con el sencillo Perfidia.

## Canciones
Todas las canciones fueron producidas por Eduardo Magallanes.
| N.º | Título                  | Escritor(es)                                                  | Duración |  |
| 1.  | «Oye»                   | Richard Adler, Jerry Ross                                     | 2:22     |  |
| 2.  | «Perfidia»              | Alberto Domínguez                                             | 3:11     |  |
| 3.  | «Enamórate»             | Juan Gabriel                                                  | 4:26     |  |
| 4.  | «Mil Besos»             | Ema Elena Valdelamar                                          | 3:17     |  |
| 5.  | «Bonita / Viajera»      | José Antonio Zorrilla, Luis Arcaraz, Mario Molina Montes      | 3:46     |  |
| 6.  | «Ingrato Amor»          | Kiko Campos, Fernando Riba                                    | 3:34     |  |
| 7.  | «Alma Mía»              | María Grever                                                  | 4:22     |  |
| 8.  | «Como Violetas»         | Amendola, Gagllardi                                           | 3:20     |  |
| 9.  | «Quién Será»            | Pablo Beltrán Ruiz, Luis Demetrio                             | 3:08     |  |
| 10. | «Te Llevo Bajo Mi Piel» | Cole Porter                                                   | 3:35     |  |
| 11. | «Hoy Tengo Ganas de Ti» | Miguel Gallardo                                               | 3:54     |  |
| 12. | «Mi Ciudad»             | José Alfonso Carrillo “Guadalupe Trigo”, Eduardo Carlos Salas | 3:35     |  |

## Créditos de producción
- Producción, realización y dirección artística: Eduardo Magallanes
- Dirección musical: Hugo Warnholtz
- Producción ejecutiva: Paco de María, Eduardo Magallanes
- Grabado por Erick Urbina en el Estudio: Audio & Video Productions de Stuart Wiley
- Mezclado por Erick Urbina en el Estudio: Dardo Music
- Programación de teclados en el Estudio: Dardo Music
- Fotografía: Olga Laris
- Retoque: Javier Parra
- Maquillaje: Irma Reyes
- Diseño Gráfico: Carlos Tonatiuh
- Vestuario Paco de María: Ermenegildo Zegna

- Datos: Q22681608